# 1881 en santé et médecine
| Années de la santé et de la médecine : 1878 - 1879 - 1880 - 1881 - 1882 - 1883 - 1884    |
| Décennies de la santé et de la médecine : 1850 - 1860 - 1870 - 1880 - 1890 - 1900 - 1910 |

Cet article présente les faits marquants de l'année 1881 en santé et médecine.

## Événements
- 29 janvier[1] : le chirurgien viennois Theodor Billroth réussit la première ablation d'un cancer de l'estomac[2].

- 19 septembre : le président des États-Unis, James A. Garfield, meurt de septicémie à la suite de soins médicaux inadaptés après l'attentat dont il a été victime le 2 juillet précédent[3].
- 25 septembre : le gynécologue allemand Ferdinand Kehrer, directeur de la clinique obstétricale de l'Université de Heidelberg effectue une césarienne avec incision transversale du segment inférieur et suture de l'utérus[4].

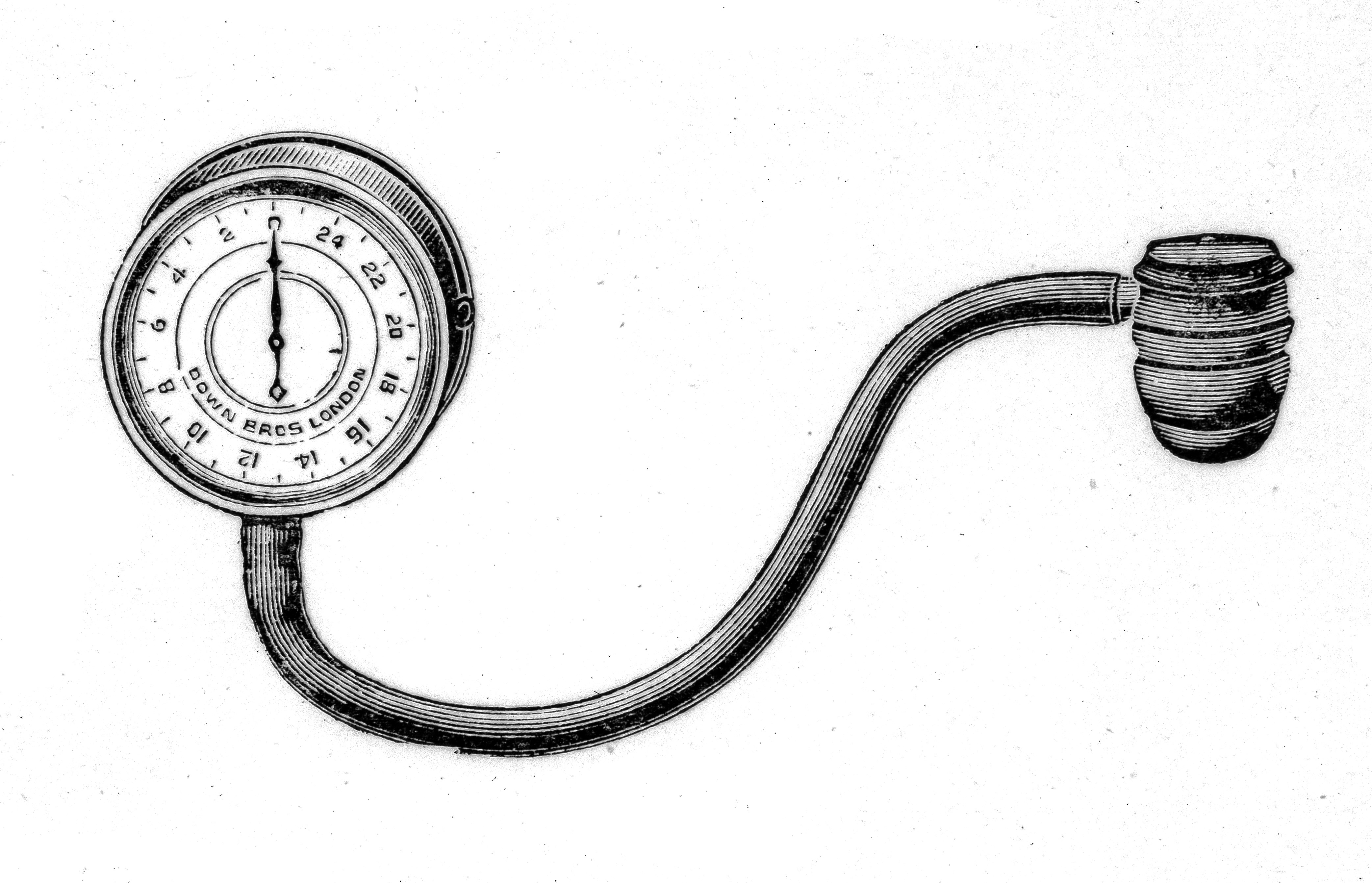
Le second sphygmomanomètre de Basch.

- Le médecin autrichien Samuel Siegfried Karl von Basch conçoit un sphygmomanomètre pour mesurer la pression artérielle[5].
- Le médecin cubain Carlos Finlay découvre le rôle des moustiques dans les épidémies de fièvre jaune[6].
- L'ophtalmologiste londonien Warren Tay décrit la maladie de Tay-Sachs[7].

## Publication
- Paul Bar (1853-1945) fait paraître Recherches pour servir a l'histoire de l'hydramnios (pathogénie)[8].

## Prix
- Médailles de la Royal Society
  - Médaille Copley : Charles Adolphe Wurtz (1817-1884)[9].

## Naissances
- 13 avril : Ludwig Binswanger (mort en 1966), psychiatre suisse.
- 14 avril : Elizabeth Casson (morte en 1954), médecin britannique, pionnière de l'ergothérapie au Royaume-Uni.
- 5 mai - Hakaru Hashimoto (mort en 1934), médecin japonais ayant décrit le premier la thyroïdite de Hashimoto.
- 23 novembre : Edward Atkinson (mort en 1929), chirurgien et explorateur britannique.

## Décès
- 13 juin : Joseph Škoda (né en 1805), médecin austro-hongrois d’origine tchèque.
- 1er juillet : Rudolf Hermann Lotze (né en 1817), philosophe, médecin et logicien allemand.
- 22 septembre : Charles Schützenberger (né en 1809), médecin français.
- 29 octobre : Jean-Baptiste Bouillaud (né en 1796), médecin français.